# Oberstammheim
Oberstammheim es una comuna suiza del cantón de Zúrich, situada en el distrito de Andelfingen. Limita al noroeste con la comuna de Unterstammheim, al noreste con Wagenhausen (TG), al este con Hüttwilen (TG), al sur con Neunforn (TG), y al suroeste con Waltalingen.

## Historia
En 2009, los arqueólogos anunciaron el descubrimiento de un entierro del túmulo de la Edad del Hierro (a finales de Hallstatt o principios de La Tène), aparentemente de un noble celta. Si bien hay hallazgos comparables en Alemania, el sitio es único en Suiza.
Oberstammheim se menciona por primera vez en 761 como Stamhaim. En 1212 fue mencionado como en Stamehein superiori.

## Transporte
La estación de trenes de Stammheim, situada en el municipio vecino de Unterstammheim, cuenta con la línea S29 del S-Bahn Zúrich, que conecta Winterthur y Stein am Rhein.